# NTT 遇見巨人
NTT遇見巨人（英語：Fall for Great Souls）是臺中國家歌劇院三大系列之一，自2017年舉辦，每年秋冬以「向大師、經典致敬」為主軸，由海內外表演藝術團隊以當代觀點與新創手法轉繹、展演經典作品。

## 歷年系列演出

### 2017 與巨人相遇
- 布拉瑞揚舞團 雙舞作 2017全新作品《無，或就以沉醉為名》
- 布拉瑞揚舞團 雙舞作 快樂重現《漂亮漂亮》
- 向井山朋子《繁複第三號－給四部鋼琴的頑固低音之歌》
- 華格納歌劇《女武神》[2]
- 克里斯汀．赫佐《伊恩症候群》[3]
- 德米特里．克雷莫夫《仲夏夜之一切如戲》
- 多媒體劇場《攝影師》
- 臺灣國樂團《凍水牡丹》－風華再現
- 林懷民2017年新作 雲門舞集《關於島嶼》
- 四把椅子劇團《遙遠的東方有一群鬼》

### 2018 秋天遇見巨人
- 華格納歌劇《齊格飛》[4]
- 明華園戲劇總團《龍抬頭》《龍逆鱗》王子復仇記 全本
- 林美虹×奧地利林茲國家劇院舞團《小美人魚》
- 陶身體劇場《5》&《9》
- 巴黎市立劇院《圍城》
- 祖賓．梅塔與巴伐利亞廣播交響樂團
- 許亞芬歌子戲劇坊《謎魂奇案》
- 雲門45週年林懷民舞作精選
- 人力飛行劇團×一舖清唱《阿飛正轉》
- 拉斐爾藝術合作社《美國 民主》[5]

### 2019 NTT遇見巨人
- 舞蹈空間《舞力》
- 華格納歌劇《諸神黃昏》[6]
- 國光劇團×簡文彬 長榮交響樂團《快雪時晴》
- 巴黎北方劇院《為什麼？》
- 雲門舞集 陶身体劇場─林懷民《秋水》陶冶《12》鄭宗龍《乘法》
- 阿喀郎．汗舞團《陌生人》
- 張艾嘉×嚴俊傑《曖魅》
- 同黨劇團《白色說書人》
- 帕佛．賈維與阿姆斯特丹皇家大會堂管絃樂團
- 雅克普．奧勒伯劇團《一主二僕》
- 唐美雲歌仔戲團《月夜情愁》
- 機械時代的神話──拉夫拉《指環》總體藝術展
- 北歐神話影展－從一只戒指發展出的影視顯學

### 2020 NTT遇見巨人
- 法雅歌劇《迷靈之戀／短促的人生》
- 白先勇《孽子》2020經典重返
- 動見体 王靖惇《如此美好》
- 雲門舞集 鄭宗龍《定光》
- 明華園戲劇總團《鯤鯓平卷》
- 無垢舞蹈劇場《花神祭》
- 白建宇32首貝多芬鋼琴奏鳴曲
- 浦契尼歌劇《波希米亞人》

因應嚴重特殊傳染性肺炎（COVID-19）疫情，以下節目取消：
- 無．名劇團《櫻桃園》
- 大網路之子劇團《魚缸小天地》
- 交界劇團《隨處─伊底帕斯的旅途》

### 2021 NTT遇見巨人
- 莎士比亞的妹妹們的劇團《混音理查三世》
- 唐美雲歌仔戲團《光華之君》
- 華格納歌劇音樂會《唐懷瑟》
- 布拉瑞揚舞團《#是否》
- 當代傳奇劇場《蛻變》
- 黃翊工作室＋《小螞蟻與機器人：遊牧咖啡館》
- 江之翠劇場《行過洛津》
- 羅西尼歌劇《塞維亞理髮師》

### 2022 NTT遇見巨人
- 無垢舞蹈劇場《觀》
- 華格納歌劇《唐懷瑟》
- 劉孟捷鋼琴獨奏會
- 明華園戲劇總團《八仙傳奇系列─韓湘子》
- 曉劇場《戰士，乾杯！》
- 阮劇團×楊輝《釣蝦場的十日談》
- 新古典舞團《布蘭詩歌》
- 臺北木偶劇團《水鬼請戲》
- 唐美雲歌仔戲團《冥遊記─帝王之宴》
- 真雲林閣掌中劇團×浪人劇場(香港)《千年幻戀》
- 阿喀郎．汗舞團《叢林奇譚》
- 台積電經典饗宴 莫札特歌劇《魔笛》